# Stadsporten
Stadsporten är en roman av Sven Delblanc som publicerades 1976. Boken är den fjärde och sista i serien om Hedebyborna.

## Handling
Erik och Märta har gift sig och flyttat till Södertälje. Märta pockar att han ska jobba hårt och studera så att hon en dag kan återvända till Hedeby som en Fin Dam. Men Erik känner mest leda vid allting; livet i staden är lika hårt som i Hedeby fast där kunde man ju ändå drömma om staden. Märtas pappa, drinkaren Svensson dör av levercirrhos och hennes mamma Signe flyttar också in till staden med sina barn.